# مظفريان (مقاطعة فيروزآباد)
مظفريان (بالإنجليزية: Mazraeh-ye Mohammad Mazafarian)‏ هي human-geographic territorial entity تقع في فارس في إيران.